# Пьедрас-Неграс (муниципалитет)
Пьедрас-Неграс (исп. Piedras Negras) — муниципалитет в Мексике, штат Коауила, с административным центром в одноимённом городе. Численность населения, по данным переписи 2020 года, составила 176 327 человек.

## Общие сведения
Название Piedras Negras с испанского языка можно перевести как чёрные камни, дано в знак того, что эта местность богата залежами каменного угля.
Площадь муниципалитета равна 474 км², что составляет 0,31 % от площади штата, а наивысшая точка — 280 метров, расположена в поселении Каса-Роха.
Он граничит с другими муниципалитетами штата Коауилы: на севере с Хименесом, на юге с Навой, и на западе с Сарагосой, а на востоке проходит государственная граница с США.

## Учреждение и состав
Муниципалитет был образован 15 июня 1850 года, в его состав входит 70 населённых пунктов, самые крупные из которых:
| Код INEGI                  | Населённый пункт                                                                               | Численность населения (2005 год) | Численность населения (2010 год) | Численность населения (2020 год) |
| -------------------------- | ---------------------------------------------------------------------------------------------- | -------------------------------- | -------------------------------- | -------------------------------- |
| 025                        | Всего                                                                                          | 143915                           | 152806                           | 176327                           |
| 0001                       | Пьедрас-Неграс (исп. Piedras Negras) 28°42′29″ с. ш. 100°31′42″ з. д. (административный центр) | 142011                           | 150178                           | 173959                           |
| 0098                       | Пьедрас-Неграс (тюрьма) (исп. CeReSo Piedras Negras) 28°46′22″ с. ш. 100°36′12″ з. д.          | 937                              | 830                              | 941                              |
| 0015                       | Эль-Мораль (исп. El Moral) 28°53′27″ с. ш. 100°37′41″ з. д.                                    | 406                              | 390                              | 370                              |
| 0275                       | Ла-Кабальерия (исп. La Caballería) 28°43′46″ с. ш. 100°37′10″ з. д.                            | —                                | —                                | 237                              |
| 0070                       | Ла-Наваха (исп. La Navaja (La Loma)) 28°49′21″ с. ш. 100°37′07″ з. д.                          | 133                              | 156                              | 174                              |
| —                          | Прочие                                                                                         | 428                              | 1252                             | 646                              |
| Названия на карте Генштаба |                                                                                                |                                  |                                  |                                  |

## Экономическая деятельность
По статистическим данным 2000 года, работоспособное население занято по секторам экономики в следующих пропорциях:
- сельское хозяйство, скотоводство и рыбная ловля — 1,5 %;
- промышленность и строительство — 46,7 %;
- торговля, сферы услуг и туризма — 48,4 %;
- безработные — 3,4 %.

## Инфраструктура
По статистическим данным 2010 года, инфраструктура развита следующим образом:
- электрификация: 99,4 %;
- водоснабжение: 99,4 %;
- водоотведение: 98 %.

## Фотографии

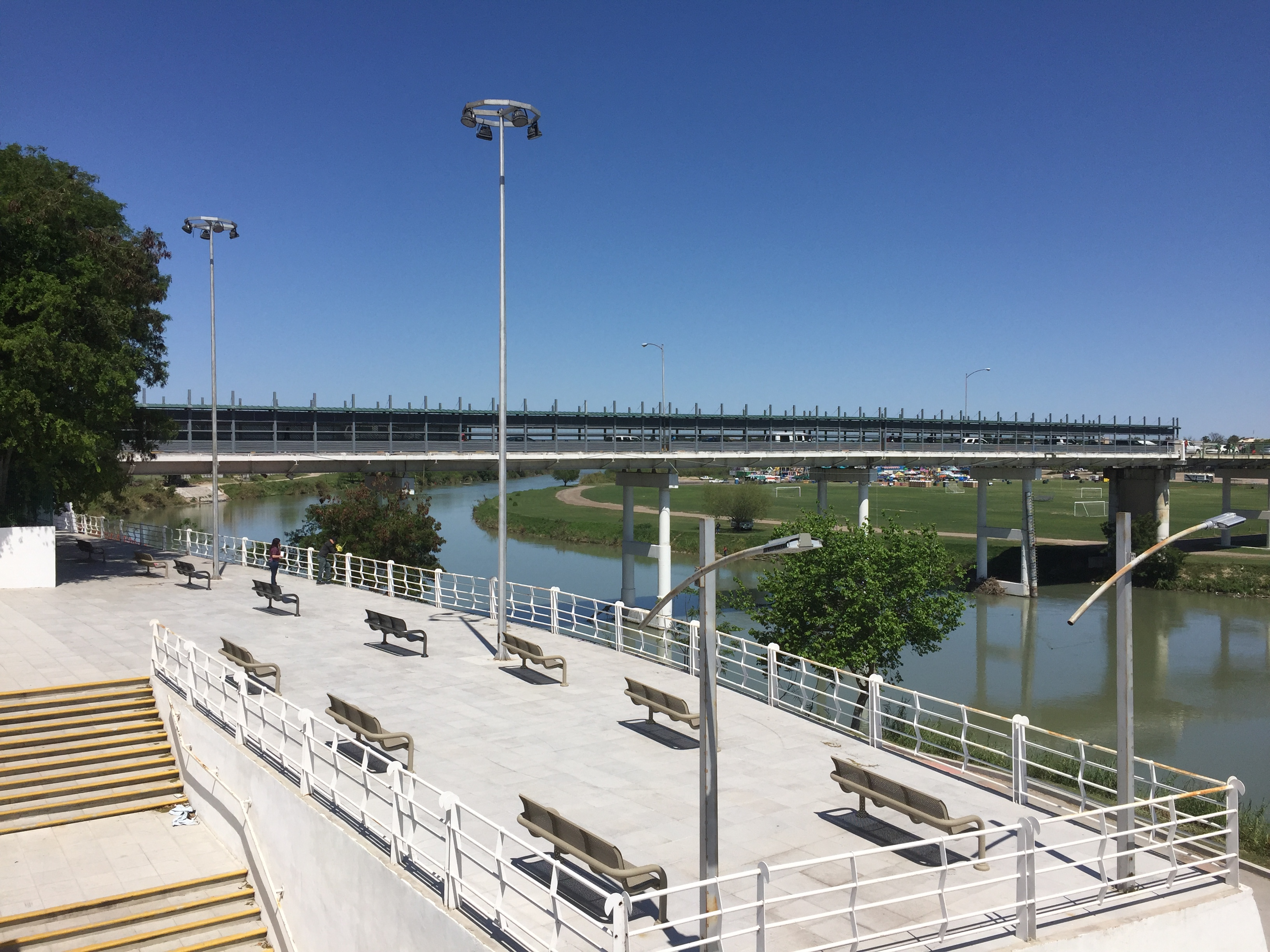
Мост через реку Рио-Гранде
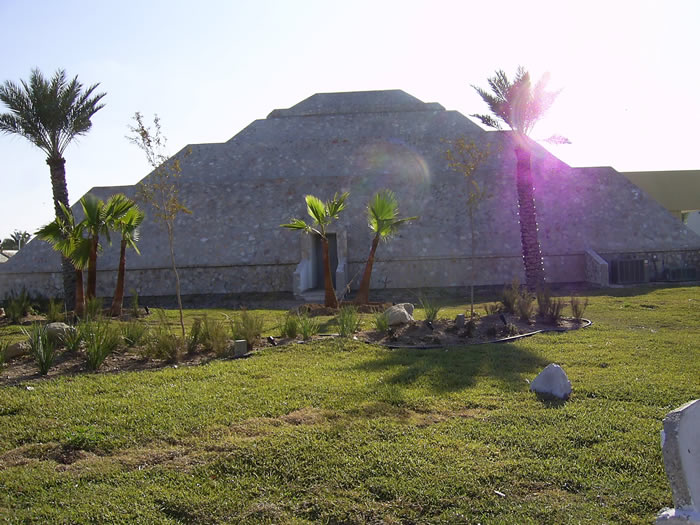
Пирамида на площади культуры